# Theorema Egregium

Деформація гелікоїда в катеноїд. Деформація здійснюється згинанням без розтягування. В ході процесу, гаусова кривина поверхні в кожній точці залишається сталою.

Theorema Egregium (у перекладі з латини «чудова теорема») — історично важливий результат у диференціальній геометрії, доведений Гаусом. У сучасному формулюванні теорема стверджує:
Гаусова кривина є внутрішнім інваріантом поверхні.
Іншими словами, гаусову кривину можна визначити виключно вимірюванням кутів, відстаней всередині самої поверхні і вона не залежить від конкретної реалізації поверхні в 3-вимірному евклідовому просторі.

## Історія
Гаус сформулював теорему так (переклад з латини):
Таким чином, формула попередньої статті має наслідком чудову теорему. Якщо криволінійна поверхня розгортається по якійсь іншій поверхні, то міра кривини в кожній точці лишається незмінною.
Теорема «чудова», оскільки означення гаусової кривини використовує положення поверхні в просторі. Тому досить дивно, що результат ніяк не залежить від ізометричної деформації.